# Eta Phoenicis
Eta Phoenicis (η Phoenicis, förkortat Eta Phe, η Phe)  som är stjärnans Bayerbeteckning, är en dubbelstjärna belägen i den södra delen av stjärnbilden Fenix. Den har en skenbar magnitud på 4,36 och är synlig för blotta ögat där ljusföroreningar ej förekommer. Baserat på parallaxmätning inom Hipparcosuppdraget på ca 13,2 mas, beräknas den befinna sig på ett avstånd på ca 246 ljusår (ca 76 parsek) från solen. 

## Egenskaper
Primärstjärnan Eta Phoenicis A är en blå till vit underjättestjärna av spektralklass A0 IV. Den har en massa som är ca 3 gånger större än solens massa, en radie som är ca 3,5 gånger större än solens och utsänder från dess fotosfär ca 120 gånger mera energi än solen vid en effektiv temperatur på ca 9 820 K.
Eta Phoenicis har två rapporterade följeslagare. Förutom en avlägsen följeslagare, Eta Phoenicis B, av magnitud 11,5 och separerad med 20 bågsekunder har primärstjärnan en följeslagare, Eta Phoenicis Ab, med en beräknad separation på 6,8 AE och en omloppsperiod något längre än 10 år. Den är av magnitud 8,5 och spektralklass G5 V. Primärstjärnan är också omgiven av en stoftskiva.